# Petrov nad Desnou
Petrov nad Desnou (in tedesco Petersdorf an der Tess) è un comune della Repubblica Ceca facente parte del distretto di Šumperk, nella regione di Olomouc.